# HD 151388
HD 151388，又名BD+43 2642，SAO 46262、HR 6230，是一颗恒星，视星等为6.05，位于銀經67.98，銀緯40.67，其B1900.0坐标为赤經16h 42m 3.5s，赤緯+43° 40.67′ 2″。